# あひるのペックル
あひるのペックル（ラテン文字表記：Ahiru No Pekkle）は、日本のサンリオによるキャラクター。過去の資料や映像作品のタイトルではカタカナでアヒルのペックルと称する場合もある。
1989年にキャラクター開発。日本のみならず世界中に進出しており、中でも香港で人気が高い。
ペックルの名前の由来は「peck(鳥がくちばしでつつく)」からの造語。

## キャラクター
ペックル
声 - 山田ふしぎ / 近藤玲子（「ハローキティと学ぼう はじめての○○シリーズ」のみ）
オーストラリアのケアンズで生まれたアヒルの男のコ。誕生日は7月27日。性格は好奇心が高くお人好しで心優しい。アヒルなのに泳ぐことが苦手で、空を飛ぶのに憧れている。タップダンスが得意。宝物はピッチと共通であり、青と赤とグレーの三色のバケツで太鼓やピッチのプールにもなる。おしゃれで柄が異なるさまざまなTシャツを持っており、状況に応じて使い分けている。普段は魚の模様を愛用している。ペックルの父はサンゴ礁の研究をしている海洋学者である。
またアニメやサンリオピューロランドのショーでは口癖として「なのなの〜。」と言う場面がある。
ルビー
声 - 横山智佐　
ペックルのガールフレンド。気が強くしっかり者で涙もろい。
ルビーの父はおもちゃ会社でおもちゃの企画をしていて、母は広告代理店でデザイナーをしている。
ピックル
ペックルの弟。性格は元気。
ピッチ
声 - 上原慶子
ケアンズで生まれたペックルの友達のお魚の男のコ。ひょうきんでいたずら好き。泳ぎの先生で一番の仲良し。プールにも太鼓にもなる青と赤とグレーのバケツがペックルと二人の宝物。ペックルにしか見分けられない「チャップ」（男のコ）(声 : 椎名へきる)  と「ラン」（女のコ）(声 : 佐藤かおる)  という、ピッチにそっくりな兄弟がいる。誕生日は3月17日。
ブート　
声 - 十日市秀悦
力持ちのガキ大将。
カール
声 - 田野恵
金持ちの男のコ。スマートで女のコにもてる。高いところが苦手。
チャラ
声 - 北島淳司
ブートを慕っているお調子者。
パル
オウムの子。ペックルが旅先で出会い、友だちになった。
フリル
ルビーのいとこ。
ポスティー
郵便配達屋さん。

## 映像化

### オリジナルビデオ
『サンリオ世界名作劇場』シリーズ
- 『アヒルのペックルのアラジンと魔法のランプ』サンリオ 1993年9月21日 VHS（SAVV-153 ISBN 4-387-93085-3 ）
- 『アヒルのペックルのシンドバッドの冒険』サンリオ 1993年10月21日 VHS（SAVV-158 ISBN 4-387-93086-1 ）

『オリジナルストーリーアニメ』シリーズ
- 『アヒルのペックルの水泳大会は大騒ぎ』サンリオ 1993年3月21 VHS（SAVV-137 ISBN 4-387-92216-8 ）
- 『アヒルのペックルの秘宝を探せ!!』サンリオ 1993年4月21 VHS（SAVV-143 ISBN 4-387-92217-6 ）

## イメージソング
「ボクはペックル」
作詞：わくしまじゅんこ 作曲：関根寛 編曲：佐藤俊彦 歌：わくしまじゅんこ
1992年8月21日にサンリオより発売されたCDアルバム「みんなでうたおう！キャラクターソング」（SACV-2030）の2曲目に収録。3分18秒。
「ペックルのさあさあ夏休み」
作詞：宮崎ナツミ 作曲/編曲：池毅 歌：山田恭子
1992年7月21日にサンリオより発売されたCDアルバム「こどもパラダイス」（SACV-2039）の2曲目に収録。1分45秒。
「水遊び準備体操1・2・3」
作詞：鈴木みゆき 作曲/編曲：池毅 歌：岡崎裕美・山田恭子
1992年7月21日にサンリオより発売されたCDアルバム「こどもパラダイス」（SACV-2039）の8曲目に収録。2分53秒。
「ハンカチお化けの話」
作詞：鈴木みゆき 作曲/編曲：淡海悟郎 歌：岡崎裕美、山田恭子、中尾隆聖
1992年7月21日にサンリオより発売されたCDアルバム「こどもパラダイス」（SACV-2039）の9曲目に収録されている。2分25秒。
1番目をけろっぴ、2番をペックル、3番をハンギョドンが歌っている。夜中の池に浮かび右に左に動くピッチが、白いお化けに見えて怖かったというもの。
「ペックルおやつのうた」
作詞：伊藤カズ 作曲：池毅 編曲：淡海悟郎 歌：山田恭子
1992年7月21日にサンリオより発売されたCDアルバム「楽しい毎日のために ぼくたちの一日ソング」（SACV-2033）の3曲目に収録。2分52秒。
「僕らの夢風船」
作詞：尾形香代子  作曲/編曲：八幡茂 歌：かないみか、山田恭子
1993年11月21日にサンリオより発売された絵本付CDアルバム『みんなでうたおう! サンリオピューロランド』（全8曲、SACV-3401）の2曲目（長さ1分38秒）に収録されている。歌手（声の演出）はペックルは山田恭子、ポチャッコはかないみかである。当楽曲はサンリオピューロランドのアトラクションであるフェアリーランドシアターで1992年3月20日より上演された「ポチャッコとペックルの冒険」で使用された曲である。

### シングル
- 『サンリオキャラクター目覚ましCD ハローキティのおはよう!みんな』（1994年、サンリオ V-2616 ISBN 4-387-94071-9）
全9曲。当CDシングルの2曲目と8曲目に「アヒルのペックル」のタイトルで収録。楽曲ではなく、ペックルが演じるドラマCDのような内容である。担当声優である山田ふしぎが演じている。

## サンリオキャラクター大賞の順位
『いちご新聞』の読者投票企画「サンリオキャラクター大賞」では第7回（1992年）において5位を受賞し歴代最高である。2013年サンリオキャラクター大賞の特別企画である「これやります宣言」で、「20位以内ならアヒル口でチューしちゃう」と宣言していたが、 最終結果は29位であったため実現には至らなかった。
近年では海外で人気であり、2018年（第33回）は総合順位は24位だが、香港では1位を獲得した。2019年（第34回）では総合順位は23位だが、香港では1位を獲得し連覇を果たした。また「いちご新聞ランキング」ではマイスウィートピアノと8票の僅差でトップ10入りを逃した。
2020年（第35回）では総合順位は16位だが、香港では1位を獲得し、3連覇を達成した。この年、あひるのペックルは「いちご新聞ランキング」で昨年の11位から16位に順位を落としているが、海外での合計得票数が最も多かったキャラクターに贈られる「インターナショナルアワード」を獲得した。また、コロナ関連によるサンリオショップの臨時休業が相次ぎ、思うようにサンリオショップ店頭からの投票（チップde投票）が出来なかったため、サンリオキャラクター大賞終了後の6月12日から30日にかけて、スピンアウト企画の 「チップde投票リターンズ」がサンリオショップ各店舗で開催され、サンリオショップのひとつのハーモニーランドにおいての結果は「あひるのペックル」は29位であった（この回の票は、公式にはサンリオキャラクター大賞本戦の結果には反映されない）。
2021年（第36回）では総合順位は17位だが、香港では1位を獲得し、4連覇を達成したが2022年（第37回）では総合順位は16位、香港では2位となり、香港ではみんなのたあ坊が1位になったため、記録は4連覇で途絶えた。
2025年（第40回）では10位を獲得し、31年振りのトップ10入りを果たした。
また、いちご新聞オリジナル企画で2016年より「サブキャラコンテスト」が開催されている。第2回（2017年）の「サブキャラコンテスト」では「ピッチ」が44位にランキングされた。第4回（2019年）は第1回（2016年）〜第3回（2018年）までの上位20キャラクター同士の決戦コンテストで、「あひるのペックル」のサブキャラは上位20キャラクターに該当されなかったためノミネートなしであった。第5回（2020年）の「サブキャラコンテスト」では「ルビー」が41位にランキングされた。
- 2025年サンリオキャラクター大賞10位
- 2024年サンリオキャラクター大賞11位
- 2023年サンリオキャラクター大賞16位
- 2022年サンリオキャラクター大賞16位
- 2021年サンリオキャラクター大賞17位
- 2020年サンリオキャラクター大賞16位（いちご新聞ランキング16位[25]）。
- 2019年サンリオキャラクター大賞23位（いちご新聞ランキング11位[26]）。
- 2018年サンリオキャラクター大賞24位（いちご新聞ランキング19位[27]）。
- 2017年サンリオキャラクター大賞34位（いちご新聞ランキング23位[28]）。
- 2016年サンリオキャラクター大賞39位（いちご新聞ランキング45位タイ[29]）  ／ なでる投票40位[30]。
- 2015年サンリオキャラクター大賞39位[31]（いちご新聞ランキング38位[32]）。
- 2014年サンリオキャラクター大賞20位圏外[33]（Dグループ9位[注釈 6]、いちご新聞ランキング34位[35]）。
- 2013年サンリオキャラクター大賞29位。
- 2012年サンリオキャラクター大賞26位[36]。
- 2011年サンリオキャラクター大賞15位[37]。
- 2010年サンリオキャラクター大賞16位[38]。
- 1995年〜2009年サンリオキャラクター大賞10位圏外[2]。
- 1994年サンリオキャラクター大賞10位。
- 1993年サンリオキャラクター大賞9位。
- 1992年サンリオキャラクター大賞5位。
- 1991年サンリオキャラクター大賞6位。

## その他
- 『いちご新聞』でペックルが初めて表紙を飾ったのは、1991年10月号（284号）である[39]。
- 富士銀行（現・みずほ銀行）のイメージキャラクターとして起用されていた。「あひるのペックル」がデザインされたキャッシュカードも発行されていた[40]。
- サンリオピューロランドのライブショーや舞台作品にもライブキャラクター（着ぐるみ）として出演していた時期があったが、2020年現在は出演していない[注釈 7]。当園のキャラクターグリーティングには不定期に登場する。
- エクサムが発売するキッズ向けトレーディングカードアーケードゲームであるハローキティとまほうのエプロン 〜サンリオキャラクター大集合!〜の第3弾〜レッツ!ハンバーガークッキング〜』に登場するキャラクターのひとつとして「あひるのペックル」が起用された[41]。
- 2020年1月 - 「はぴだんぶい」と称されるキャラクターユニットが結成され、そのメンバーの一人に起用され、商品展開が行なわれる[42][43]。2020年6月16日にはユートレジャーからあひるのペックルの高額なプラチナ製ネックレスが発売された[44]。